# Supercoppa italiana 1993
Supercoppa italiana 1993 byl šestý ročník soutěže o trofej Supercoppa italiana, tedy o italský fotbalový Superpohár. Střetly se v něm týmy Milán AC jakožto vítěz Serie A ze sezony 1992/93 a celek Turín Calcio, který se ve stejné sezoně (tj. 1992/93) stal vítězem italského fotbalového poháru Coppa Italia.
Zápas se odehrál 21. srpna 1993 v americkém městě Washington na stadionu Robert F. Kennedy Memorial Stadium. Zápas vyhrál a po třetí získal tuhle trofej klub Milán AC.

## Detaily zápasu
| 21. srpen 1993 14:45 (UTC-4) |        |              |                                                                              |
| AC Milán                     | 1 – 0  | Turín Calcio | Robert F. Kennedy Memorial Stadium, Washington diváci: 28 268 rozhodčí: Dias |
| Simone 4'                    | Report |              | Robert F. Kennedy Memorial Stadium, Washington diváci: 28 268 rozhodčí: Dias |

| AC Milán | Turín Calcio |

| G             | 1  | Sebastiano Rossi      |     |     |
| D             | 2  | Mauro Tassotti        |     |     |
| D             | 3  | Paolo Maldini         |     |     |
| C             | 4  | Demetrio Albertini    |     |     |
| D             | 5  | Alessandro Costacurta |     |     |
| D             | 6  | Franco Baresi         |     |     |
| C             | 7  | Stefano Eranio        | 82' |     |
| C             | 8  | Zvonimir Boban        | 83' |     |
| A             | 9  | Daniele Massaro       |     |     |
| C             | 10 | Dejan Savićević       |     | 60' |
| A             | 11 | Marco Simone          |     | 44' |
| Náhradníci:   |    |                       |     |     |
| G             | 12 | Mario Ielpo           |     |     |
| D             | 13 | Filippo Galli         |     |     |
| D             | 14 | Alessandro Orlando    |     |     |
| C             | 15 | Roberto Donadoni      |     | 60' |
| A             | 16 | Florin Răducioiu      |     | 44' |
| Trenér:       |    |                       |     |     |
| Fabio Capello |    |                       |     |     |

| G                  | 1  | Giovanni Galli          |     |     |
| D                  | 2  | Sandro Cois             |     | 72' |
| D                  | 3  | Robert Jarni            |     |     |
| C                  | 4  | Daniele Fortunato       |     |     |
| D                  | 5  | Angelo Gregucci         | 40' |     |
| C                  | 6  | Luca Fusi               |     |     |
| D                  | 7  | Roberto Mussi           |     |     |
| C                  | 8  | Marco Osio              |     | 44' |
| A                  | 9  | Andrea Silenzi          |     |     |
| A                  | 10 | Enzo Francescoli        |     |     |
| C                  | 11 | Giorgio Venturin        |     |     |
| Náhradníci:        |    |                         |     |     |
| P                  | 12 | Luca Pastine            |     |     |
| D                  | 13 | Giulio Falcone          |     |     |
| D                  | 14 | Raffaele Sergio         |     |     |
| C                  | 15 | Gianluca Sordo          |     | 72' |
| A                  | 16 | Carlos Alberto Aguilera |     | 44' |
| Trenér:            |    |                         |     |     |
| Emiliano Mondonico |    |                         |     |     |